# Mätress

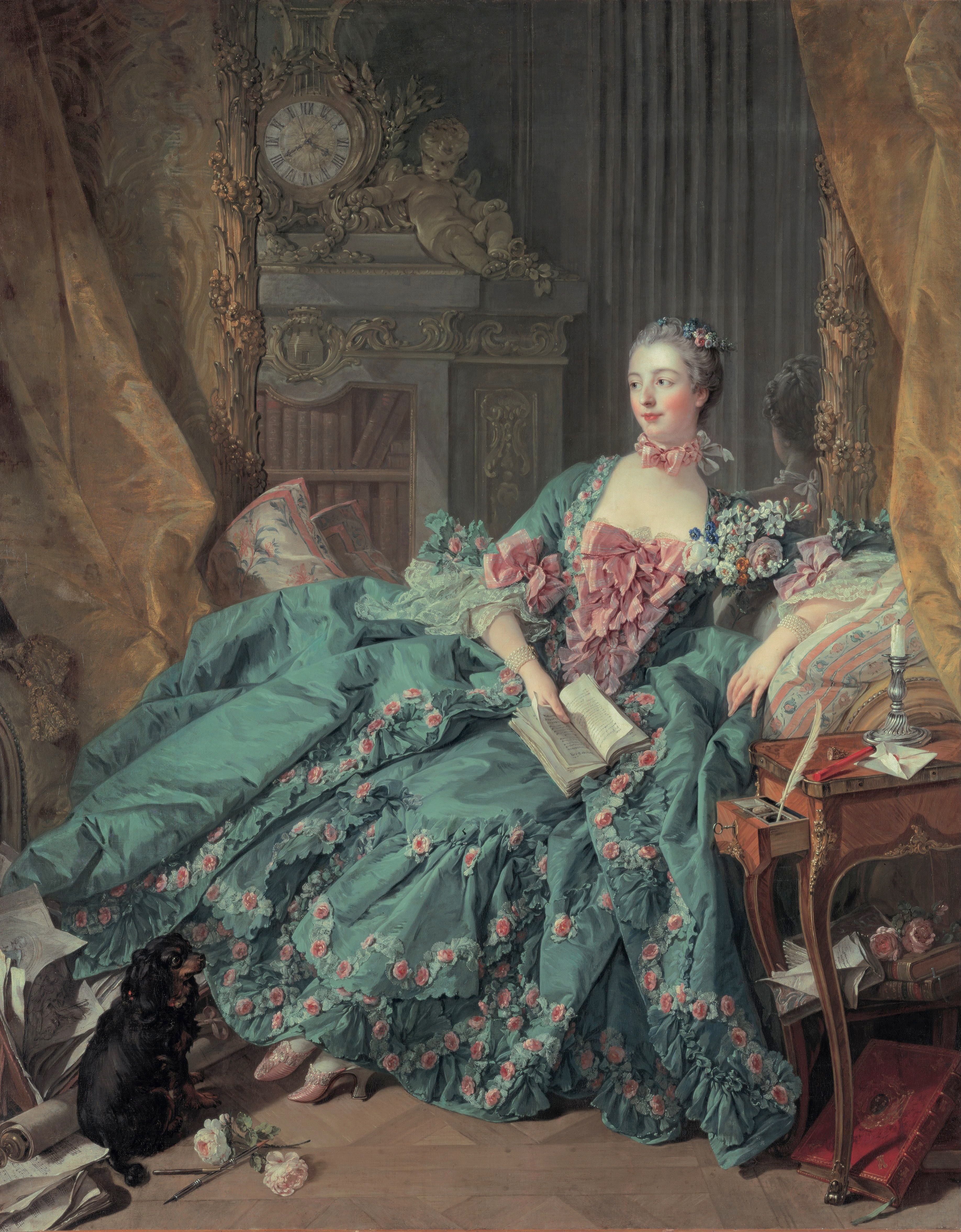
Madame de Pompadour, målning av François Boucher (1756). Alte Pinakothek, München.

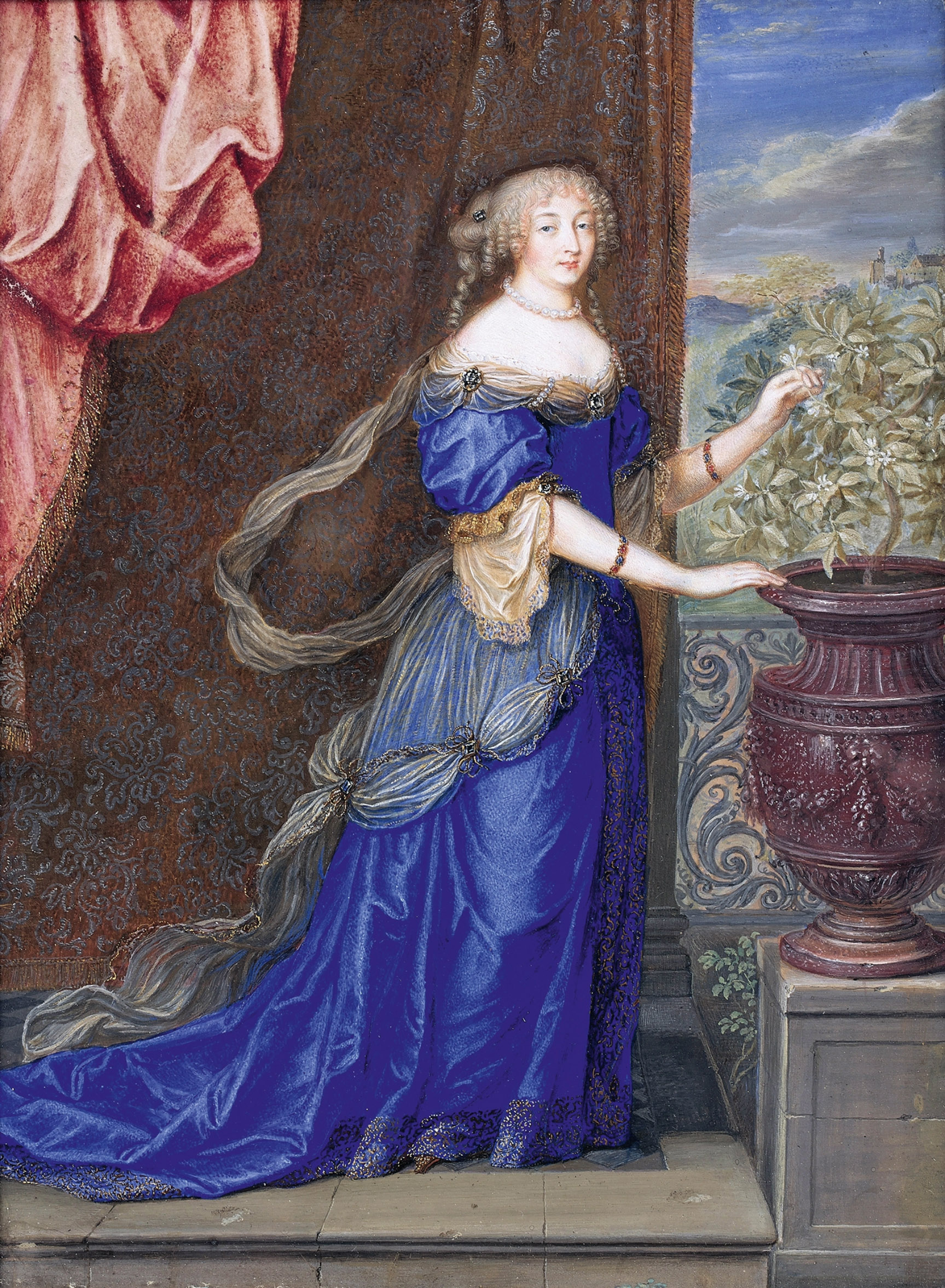
Attributed to Josef Werner - Madame de Montespan- Versailles

Mätress (av fr. maîtresse, eg. "härskarinna") är en historisk benämning på en älskarinna till en furstlig eller i övrigt framstående person, specifikt en älskarinna med en officiell eller halvofficiell ställning.

## Historia
I Frankrike hade de kungliga älskarinnorna, som levde öppet vid hovet, den halvofficiella titeln mätress (fr. maîtresse) från Agnes Sorel på 1400-talet fram till den franska revolutionen. 
En av de mest kända mätresserna var Jeanne-Antoinette Poisson som introducerades för Ludvig XV av Frankrike vid en maskeradbal 1745 och fick titeln Markisinna de Pompadour. Madame de Pompadour blev också stilbildande för rokokon i Frankrike. Hennes efterträdare Madame du Barry var född utanför äktenskapet och chockerade hovet genom att bryta de strikta klassgränserna då hon efterträdde Madame de Pompadour som kunglig mätress. Hon fortsatte Madame de Pompadours överdådiga och kostsamma livsstil, men hon ogillades av Marie-Antoinette och förvisades från hovet efter Ludvig XV:s död. Hon har kallats Europas sista mätress. 
Frankrike var under 1600-talet och 1700-talet en absolut monarki med ökande lyxkonsumtion, en adel som framhävde sina privilegier och sökte särskilja sig från den växande borgarklassen.  Det franska hovet var vid denna tid stilbildande för Europa, och under 1600- och 1700-talen förekom liknande officiella älskarinnor vid flera hov i Europa efter fransk förebild. Under artonhundratalet började kungarna hålla sina utomäktenskapliga förhållanden hemliga.

## Lista över mätresser
Se även Kategori:Mätresser.
- Françoise Louise de La Baume Le Blanc de La Vallière, mätress till Ludvig XIV av Frankrike
- Françoise d'Aubigné de Maintenon, mätress till Ludvig XIV av Frankrike
- Françoise Athénaïs de Rochechouart de Montespan, mätress till Ludvig XIV av Frankrike
- Jeanne du Barry, mätress till Ludvig XV av Frankrike
- Diane de Poitiers, mätress till Henrik II av Frankrike
- Gabrielle d'Estrées, mätress till Henrik IV av Frankrike
- Jeanne Antoinette Poisson Pompadour, mätress till Ludvig XV av Frankrike
- Agnès Sorel, mätress till Karl VII av Frankrike
- Hedvig Taube, mätress till Fredrik I av Sverige
- Catarina Ebba Horn af Åminne, mätress till Fredrik I av Sverige
- Sophie Hagman, mätress till Fredrik Adolf av Sverige.